# Rancho Nuevo, Naranjos Amatlán
Rancho Nuevo är en ort i Mexiko.   Den ligger i kommunen Naranjos Amatlán och delstaten Veracruz, i den sydöstra delen av landet, 260 km nordost om huvudstaden Mexico City. Rancho Nuevo ligger 87 meter över havet och antalet invånare är 781.
Terrängen runt Rancho Nuevo är platt. Runt Rancho Nuevo är det ganska glesbefolkat, med 29 invånare per kvadratkilometer. Närmaste större samhälle är Naranjos, 2,3 km nordväst om Rancho Nuevo. Trakten runt Rancho Nuevo består till största delen av jordbruksmark.